# Grandes serres du Jardin des plantes

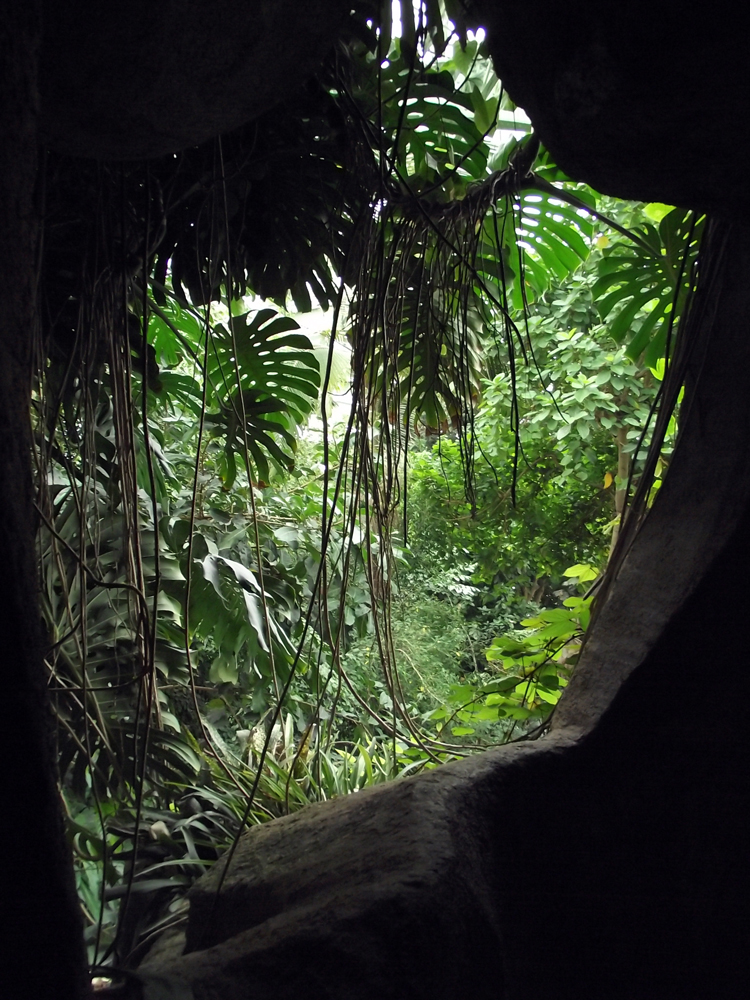
Vue intérieure de la serre des forêts tropicales humides (ancien jardin d'hiver).

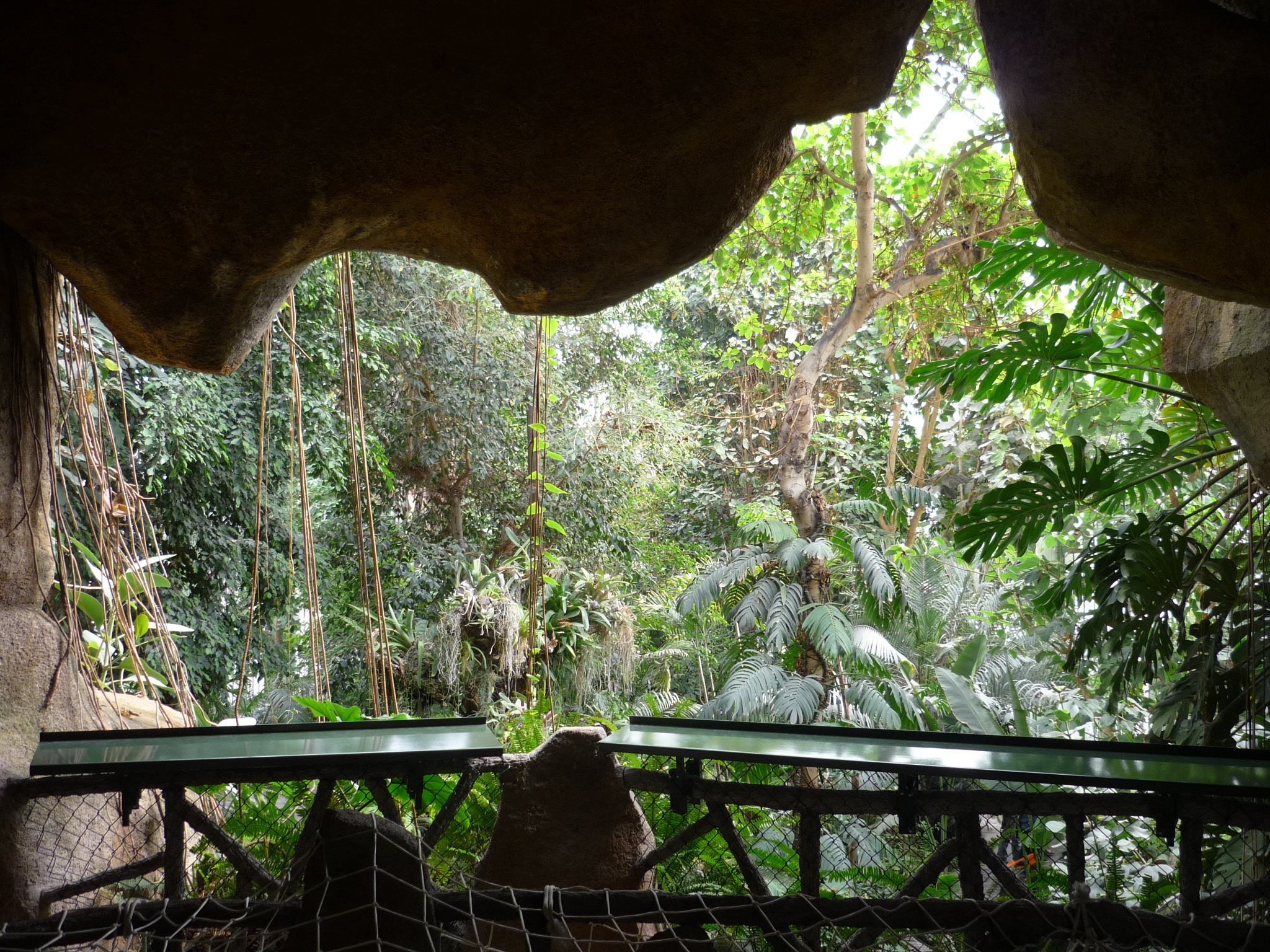
Vue intérieure de la serre des forêts tropicales humides.

Les grandes serres du Jardin des plantes forment un ensemble de cinq serres à armature métallique alignées, construites entre 1836 et 2010 dans le Jardin des plantes, à Paris. Faisant partie du Muséum national d'histoire naturelle, elles servent à conserver et acclimater les plantes ramenées des voyages des naturalistes, mais aussi à faire découvrir au public les espèces exotiques (sur les cinq serres, quatre sont ouvertes au public et une, servant de « pouponnière », est réservée aux jardiniers et botanistes du Muséum).
À l'instar de l'ensemble des bâtiments et installations se trouvant à l'intérieur du périmètre du Jardin des plantes, les grandes serres du Jardin sont classées monument historique depuis l'arrêté ministériel du 24 mars 1993.

## Historique

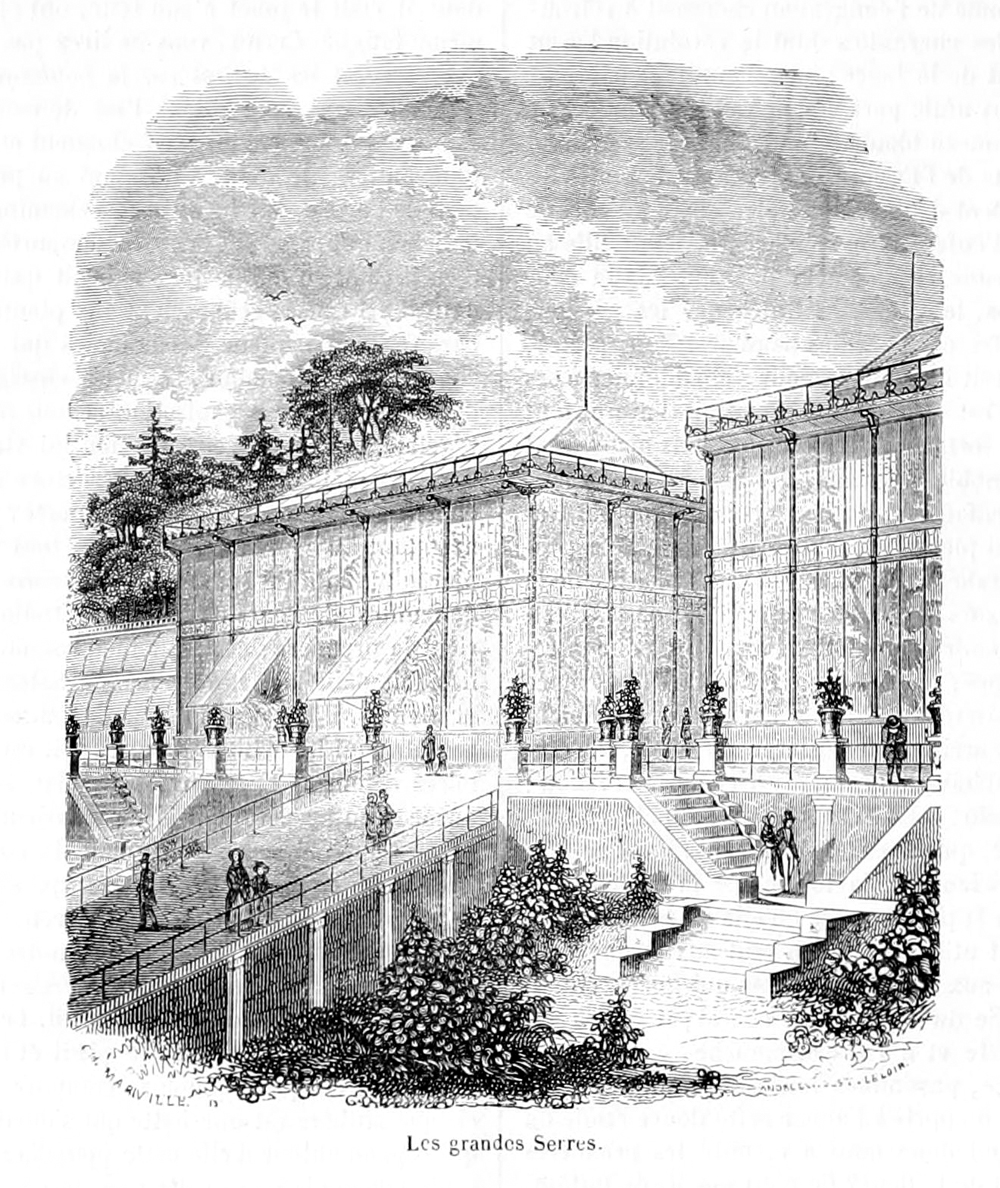
Les deux grandes serres de 1834-1836, œuvres de Charles Rohault de Fleury, gravure de 1851.

Selon Yves Laissus, le Jardin royal des plantes médicinales créé par Guy de La Brosse en 1635 comportait dès l'origine des serres, au même emplacement qu'aujourd'hui, comme en témoigne la vue en perspective peinte par Frédéric Scalberge en 1636. Au fil du temps, ces différentes serres ont été rénovées, démolies et reconstruites à plusieurs reprises, avec, à chaque fois, des améliorations techniques concernant l'alimentation en eau, le système de chauffage et l'étendue des baies vitrées, puis, plus récemment (années 1920) l'électrification.
Ces avancées techniques, progressivement mises en place depuis les années 1630 jusqu'à nos jours, ont déterminé les types de serre qui au fil du temps il a été possible de trouver au Jardin des plantes. Pour l'essentiel il s'agit de trois types différents :
- Les orangeries : au début de son histoire, le Jardin des plantes de la première moitié du XVIIe siècle, alors le Jardin royal des plantes médicinales, plutôt que de vraies serres est en réalité doté d'orangeries, c'est-à-dire des bâtiments clos dont les principales structures portantes sont des murs. Les orangeries du jardin des plantes de Paris n'ont pas été conservées. En elles, les plantes, contenues dans des pots et des jardinières, étaient entreposées pendant la durée des grands froids et des gelées.

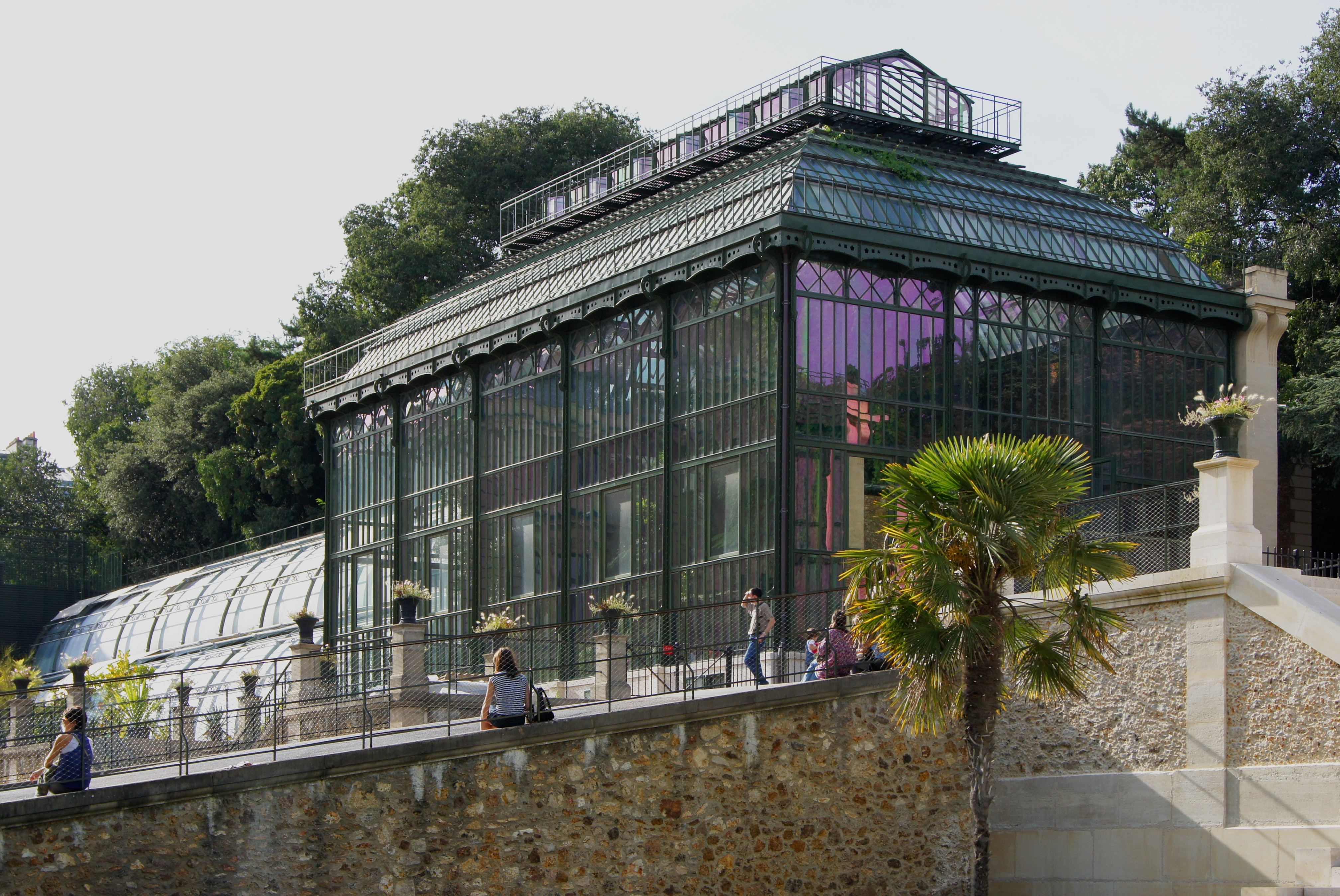
Serre d'histoire des plantes, par Charles Rohault de Fleury (1834–1836).

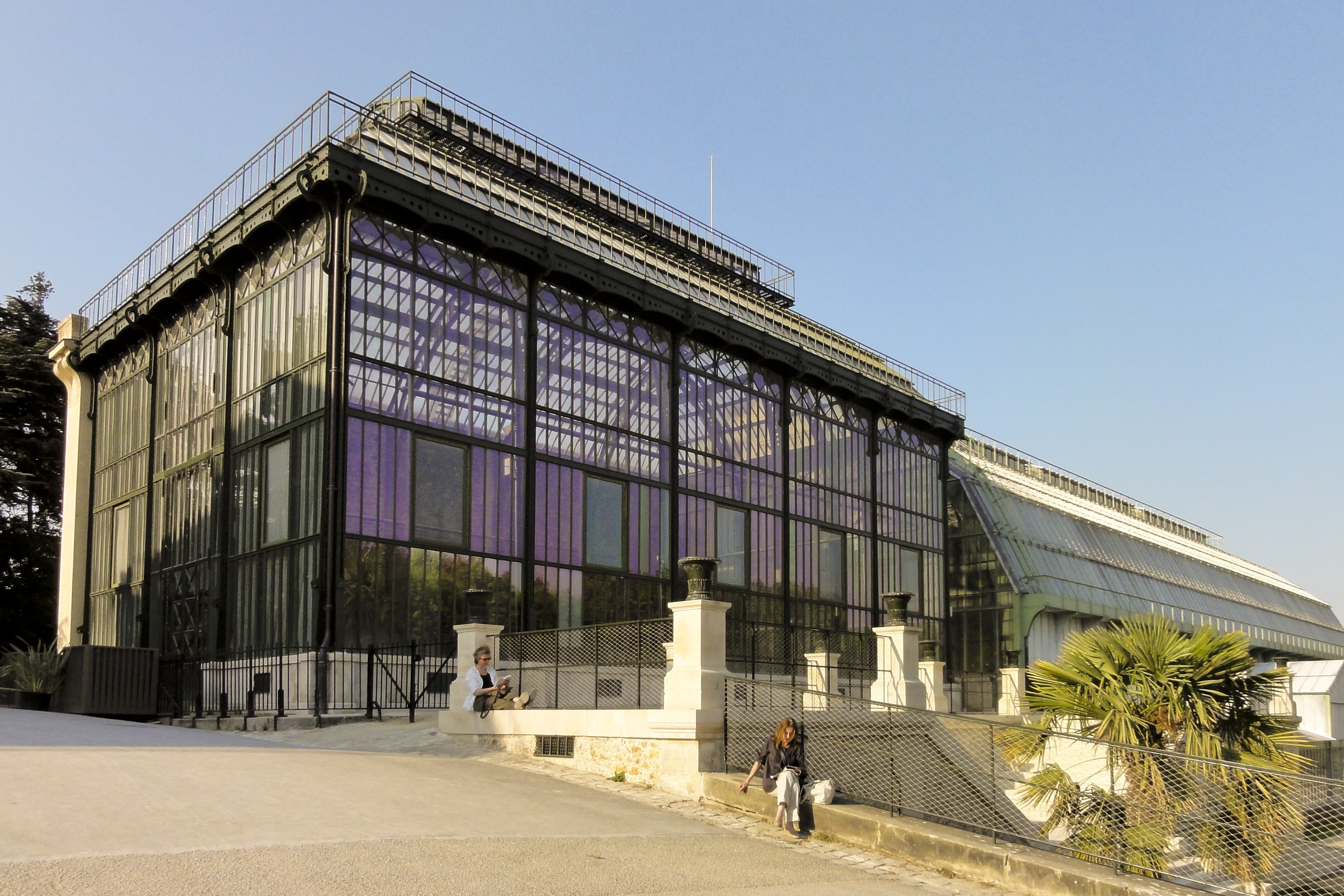
Serre de Nouvelle-Calédonie, par Charles Rohault de Fleury (1834–1836).

- Les serres : au fil du XVIIe siècle, le Jardin commence à se doter de vraies serres, dont la structure portante est une armature de baguettes de bois sertissant des carreaux de verre. Ces premières serres n'ont pas été conservées mais à l'époque elles étaient déjà conçues pour y entreposer toute l'année, et pas seulement en hiver, des spécimens botaniques exotiques collectés lors de voyages d'exploration. La première serre de ce type, dite « serre chaude », avait été commandée par Charles Bouvard (1572-1658). Plus tard, les plus remarquables serres du XVIIIe siècle ont été principalement édifiée par Joseph Pitton de Tournefort qui peu avant sa mort, en 1708, fit inaugurer deux serres chaudes[2]. Ensuite, en 1714, Sébastien Vaillant fit construire une nouvelle serre chaude, puis encore une autre en 1717. Buffon, quant à lui, en fera édifier une en 1788. Par les termes « serre chaude » ou « serre tempérée » on se référait à l'époque au fait que ces serres contenaient en elles des plantes provenant de climats chauds. Au XIXe siècle, les avancées techniques des serres anglaises permettent à l'architecte Charles Rohault de Fleury, de retour d'un voyage à Londres, de concevoir et faire construire entre 1833 et 1836 un ensemble de grandes serres qui ne dépendent plus de l'orientation au soleil parce qu'elles sont chauffées à la vapeur. Pour le projet d'origine, Charles Rohault de Fleury avait dessiné un ensemble plus vaste mais seulement deux pavillons furent construits et inaugurés en 1836, les actuelles serres dites de Nouvelle-Calédonie (ancienne serre mexicaine) et de l'histoire des plantes (ancienne serre australienne). Plus tard, en 1850, Rohault de Fleury prévit de compléter les deux serres existantes par une serre monumentale. Celle-ci ne fut pas réalisée mais remplacée par celle inaugurée seulement en 1889, ce bien après la mort de Charles Rohault de Fleury.

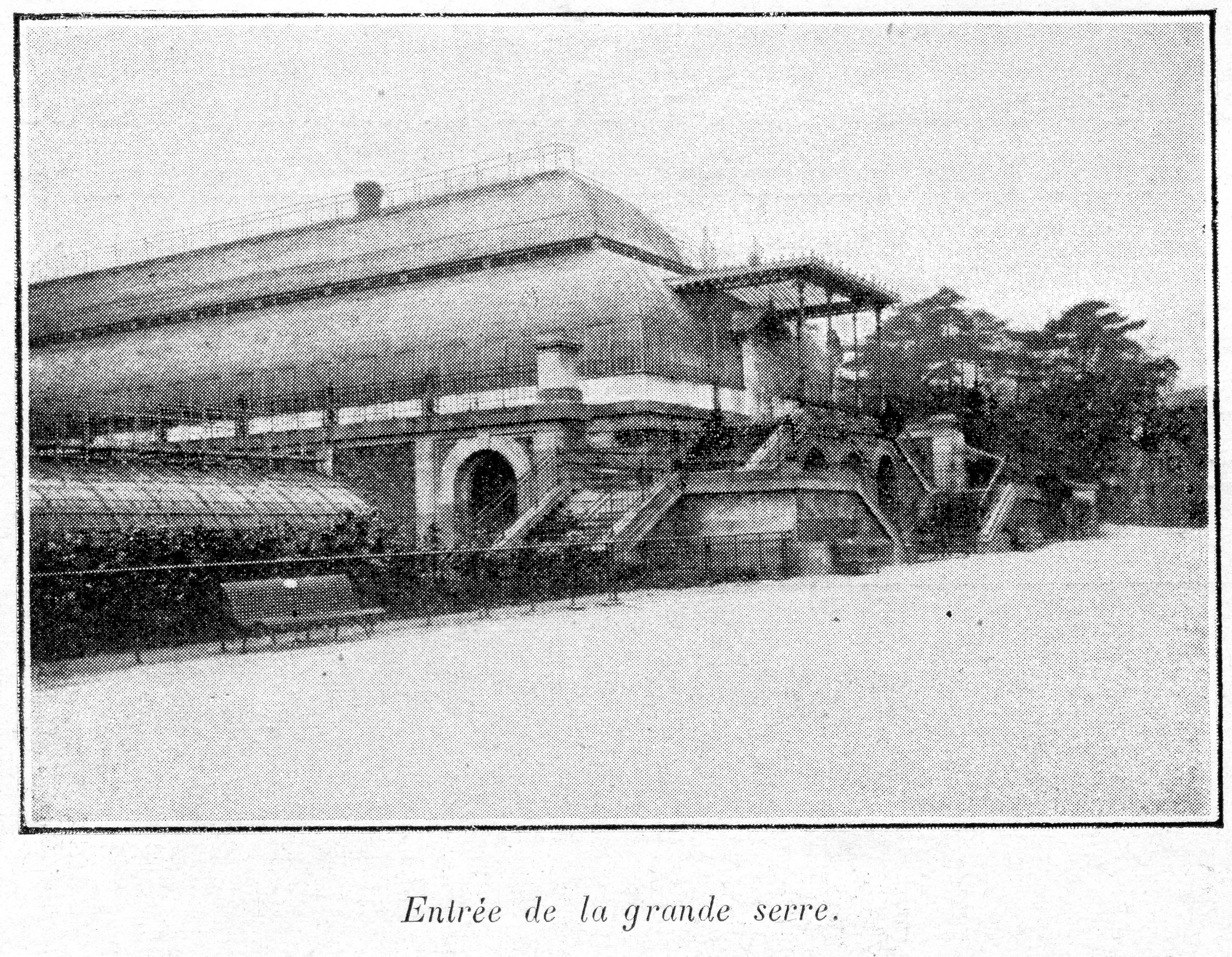
Le 1er jardin d'hiver du Jardin des plantes, ici photographié en 1897, avait été conçu par l'architecte Jules André. Inaugurée en 1889, cette grande serre fut démolie en 1934.

- Les jardins d'hiver : les serres de Rohault de Fleury partageaient avec les serres conventionnelles les ayant précédées le fait que les sujets contenus dans la serre étaient toujours plantés dans des pots ou dans des jardinières. De nouvelles avancées techniques vont pourtant permettre de créer des serres où les plantes sont maintenues vivantes en laissant leurs racines dans la terre qui se trouve à même le sol, comme cela est le cas des plantes cultivées sur les parterres extérieurs des jardins situés à l'air libre : c'est l'invention du « jardin d'hiver ». Le Jardin des plantes a eu deux jardins d'hiver : celui conçu par l'architecte Jules André, construit à partir de 1881, inauguré en 1889 lors de l'exposition universelle de Paris de 1889 et démoli entre 1932 et 1934, et celui conçu par René Berger, construit en 1935-1936 au même emplacement, inauguré en 1937, rebaptisé en 2010 « serre des forêts tropicales humides » et toujours visitable au Jardin des plantes.

Les principales constructions actuelles sont donc l'œuvre des architectes Rohault de Fleury, précurseur de l'architecture métallique en France avec les deux grandes serres bâties en 1834–1836 et René-Félix Berger avec le « grand jardin d'hiver » de style art déco, achevé en 1937. S'ajoutent à ces bâtiments historiques les serres courbes entièrement reconstruites par Paul Chemetov en 1995-1997 et la nouvelle serre dite « serre des déserts et milieux arides », inaugurée en 2010 et construite à l'emplacement des anciennes serres dites « serres coloniales ».

### Dégradations et restaurations
Durant le siège de Paris de 1870 et les deux guerres mondiales, la pénurie de carburant s'est traduite par l'arrêt du chauffage qui a provoqué la perte de nombreux spécimens tropicaux rares tels les plants de Sophora toromiro ramenés en 1936 du Pacifique par Alfred Métraux (dont il reste des pieds au jardin botanique du Val Rahmeh). Depuis, l'ensemble des serres a été restauré à plusieurs reprises. À la suite des dégâts causés par la tempête de fin décembre 1999, les derniers grands travaux de restauration des serres du Jardin des plantes ont été entrepris entre 2005 et 2010, au prix de huit millions d'euros investis et grâce à 1 300 m2 de verreries démontées et remplacées ou rénovées.

## Les serres courbes
Attenante à la serre de l'histoire des plantes, et longeant le grand labyrinthe au pied de la butte que couronne la gloriette de Buffon, se trouve une serre dont il est d'usage de s'y référer au pluriel : les « serres courbes ». Les serres courbes actuelles ont été reconstruites quasiment à l'identique entre 1995 et 1997 en suivant les plans de l'architecte Paul Chemetov.
Les serres courbes d'origine, démolies au début du XXe siècle, avaient été conçues, construites et inaugurées par Rohault de Fleury en 1836, simultanément avec les deux pavillons qui plus tard allaient être nommés « serre mexicaine » et « serre australienne ». Déjà en 1833-1836, ces serres courbes d'origine avaient été bâties à l'emplacement des serres qui précédemment avaient été bâties à la demande de Buffon (1707-1788) et Bernardin de Saint-Pierre (1737-1814), démolies elles aussi depuis longtemps.
Les serres courbes reconstruites par Paul Chemetov en 1997, quoique non visitables, sont toujours actuellement utilisées par le personnel botaniste et jardinier du Muséum. Elles servent avant tout de « pouponnière » pour prodiguer des soins à des plantes qui, provisoirement, sont extraites des autres serres ou des parterres extérieurs du Jardin des plantes. 

## Les grandes serres et le parcours de la visite
Sur les cinq serres conservées dans l'actualité au Jardin des plantes, quatre sont ouvertes au public. Un seul et unique ticket d'entrée par personne donne accès à l'ensemble des quatre serres. De 2013 à 2019, ce même ticket donnait aussi accès au parcours de visite de la galerie de Botanique, située à proximité, mais cette galerie n'ouvre plus ses portes au public depuis décembre 2019.
Le parcours de la visite, passant d'une serre à l'autre, est le suivant :

### Serre des forêts tropicales humides (ancien jardin d'hiver)

Le jardin d'hiver (désormais la serre des forêts tropicales humides) après les rénovations de 2010.

Cette serre est la plus grande de l'ensemble. Dessinée par l'architecte René-Félix Berger (1878-1954) elle fut construite pendant les années 1935 et 1936 et finalement inaugurée en 1937 sous le nom de « jardin d'hiver », nom qu'elle conserva jusqu'en 2010 lorsqu'elle fut rebaptisée en « serre des forêts tropicales humides ». Tout au long du XXe siècle le « jardin d'hiver » a aussi été nommé occasionnellement « la serre tropicale » ou « la grande serre », termes que le Muséum n'a pas entièrement abandonnés lorsqu'il se réfère à cette serre de grande taille.
La serre des forêts tropicales humides, dont l'entrée monumentale est ornée d'un péristyle frontal de style art déco, présente sur 750 m2 un climat chaud et humide (22 °C). La serre comprend un ruisseau, des ficus, des palmiers, des bananiers, des plantes grimpantes et épiphytes, des orchidées et même une grotte artificielle. On y trouve aussi un figuier Ficus lutea, un palmier-bambou Chamaedorea geonomiformis, un cocotier surnommé Maeva et des fougères arborescentes Cyathea intermedia.

### Serre des déserts et milieux arides (remplace les serres coloniales)
Cette serre est la plus récente puisqu'elle a été bâtie entre 2005 et 2010 lors de la dernière grande restauration de l'ensemble. Inaugurée en 2010, elle longe tout le côté droit de la serre des forêts tropicales humides, à laquelle elle est attenante (mais si le visiteur se place face à l'entrée de la grande serre, la serre des déserts et milieux arides se trouve alors sur le côté gauche). Autrefois, les serres attenantes à ce latéral de la grande serre étaient les « serres coloniales ». Construites dans les années 1930 conjointement avec le « jardin d'hiver », ces serres étaient dotées de fragiles structures en bois et en verre qui ne purent supporter la violence de la tempête de fin décembre 1999. Pratiquement réduites à l'état de ruine, le Muséum décida de les démolir en 2005 et de construire au même emplacement l'actuelle serre des déserts et milieux arides.
Sur une étendue de cinq scènes végétales, cette serre montre aux visiteurs des espèces caractéristiques des milieux arides des États-Unis, du Mexique, des Andes, d'Afrique méridionale, de Madagascar, de la péninsule arabique, d'Australie et aussi de certaines îles : cactus, euphorbes, agaves, avocatiers, caféiers, poivriers, etc. Ces plantes proviennent de l'ancienne « serre mexicaine », renommée en 2010 sous le nom de « serre de Nouvelle-Calédonie ».

### Serre de Nouvelle-Calédonie (ancienne serre mexicaine)

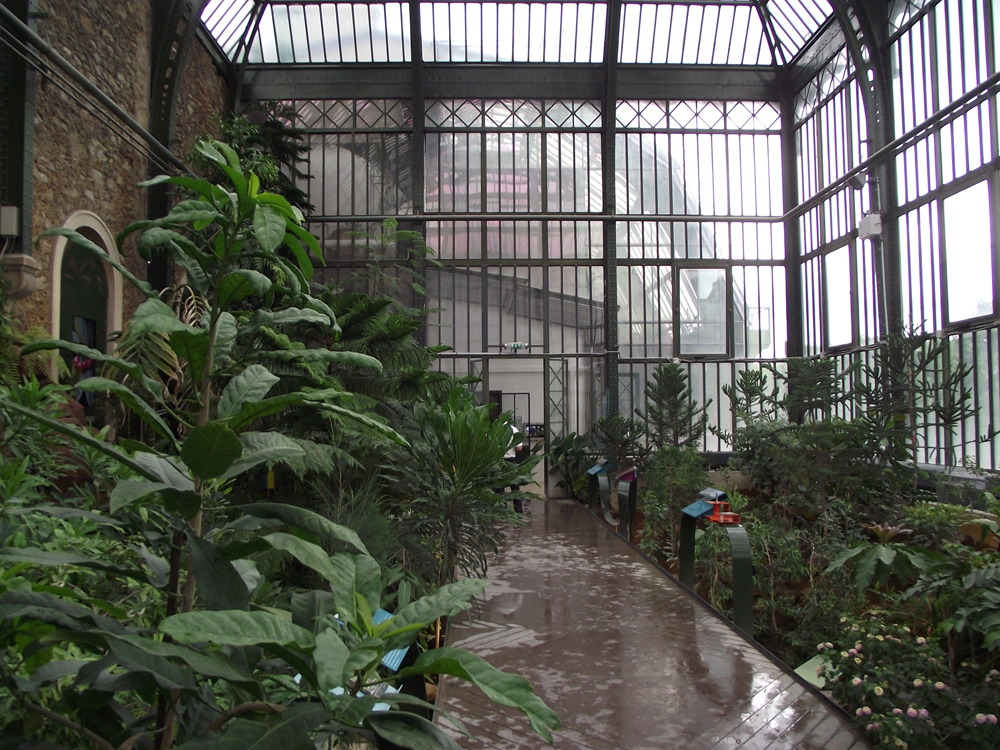
Vue intérieure de la serre de Nouvelle-Calédonie.

Cette serre est contigüe à la serre des forêts tropicales humides et les visiteurs y accèdent après avoir vu aussi bien cette dernière que la serre des déserts et milieux arides.
Dessinée par l'architecte Charles Rohault de Fleury (1801-1875) elle fut construite entre 1833 et 1835 et finalement inaugurée en 1836. Dans l'ensemble projeté par De Fleury cette serre est d'abord identifiée comme étant le « pavillon oriental », mais plus en avant, et en fonction des types de plantes qui y furent plantées et montrées, elle sera connue comme la « serre des plantes grasses », ou aussi la « serre des cactées ». Plus tard elle fut nommée « serre mexicaine », nom qu'elle conserva jusqu'en 2010 lorsqu'elle fut rebaptisée en « serre de Nouvelle-Calédonie ». La « serre mexicaine » regroupait, avant 2005, une bonne partie des plantes qui constituent actuellement les collections vivantes de la serre des déserts et milieux arides. Depuis qu'en 2010 elle a été rouverte et rebaptisée en « serre de Nouvelle-Calédonie », elle est entièrement consacrée à la flore des îles de la Nouvelle-Calédonie. C'est ainsi une serre pédagogique qui, se servant d'une zone géographique très précise, montre au public les enjeux de la biodiversité, l'écologie, la fragilité des écosystèmes et les différents environnements d'une aire donnée.

### Serre de l'histoire des plantes (ancienne serre australienne)

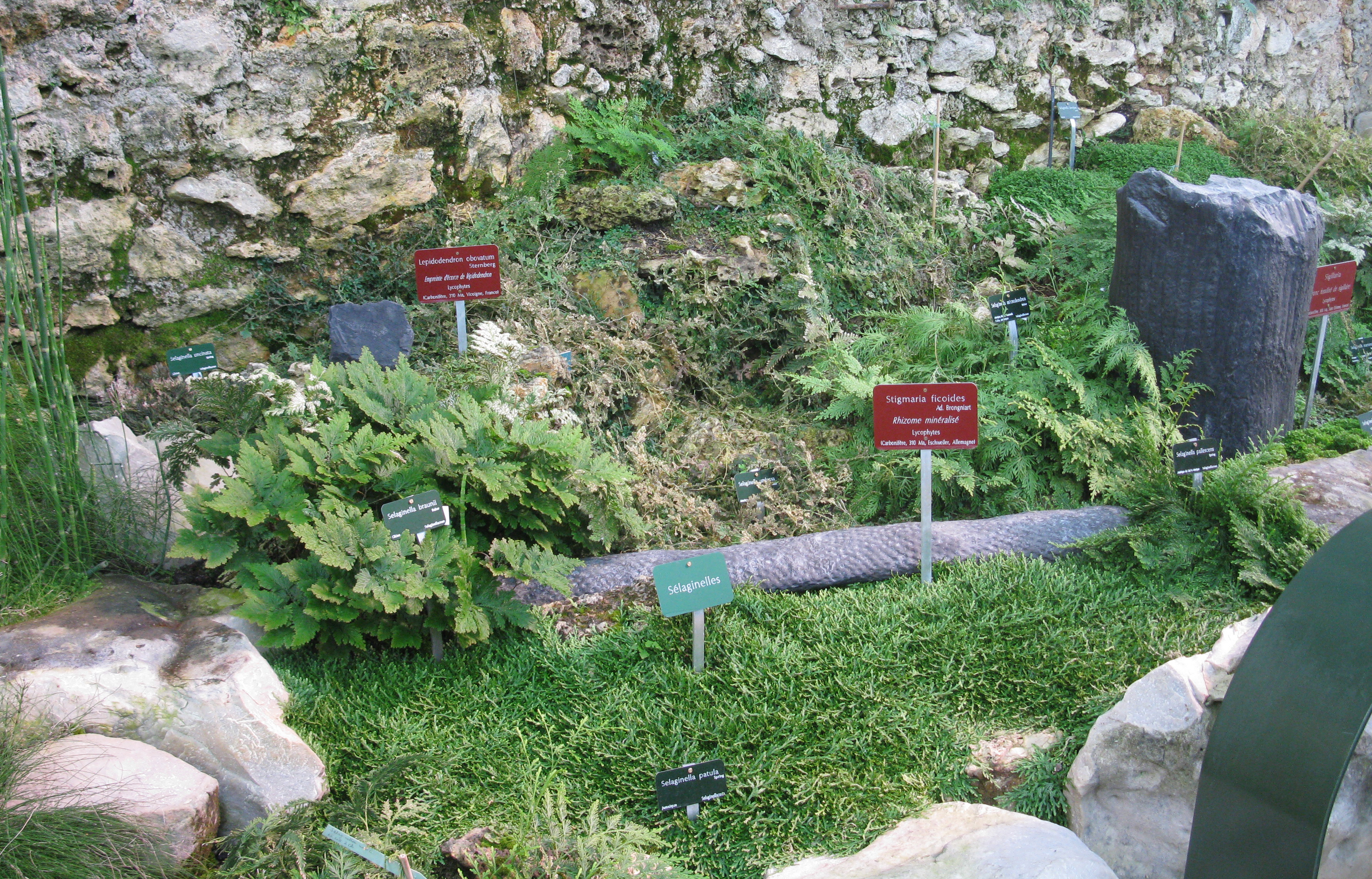
Dans la serre de l'histoire des plantes, le visiteur est amené à comparer des spécimens de plantes fossiles à des spécimens vivants de plantes actuelles.

La serre de l'histoire des plantes, aussi appelée occasionnellement « serre de paléobotanique », est très similaire à la « serre de Nouvelle-Calédonie » (ancienne « serre mexicaine »). Cela est dû au fait qu'elle fut conçue, construite et inaugurée pendant les mêmes années (de 1833 à 1836) et par le même architecte (Rohault de Fleury). Elle était donc, dans ses premières années, le « pavillon occidental ». Plus tard, alors que sa jumelle était renommée en « serre mexicaine », cette serre était renommée en « serre australienne ». Elle était surtout destinée à présenter des ensembles végétaux d'Océanie et de Nouvelle-Calédonie, avec des espèces endémiques de ces îles.
Depuis qu'elle a été rebaptisée en 2010 « serre de l'histoire des plantes », cette serre présente les étapes du développement de la flore depuis l'apparition des plantes terrestres (les embryophytes), il y a 430 millions d'années, et permet de comparer des plantes fossiles avec des espèces actuelles appartenant aux mêmes ordres.

## Les serres du Jardin des plantes dans la culture

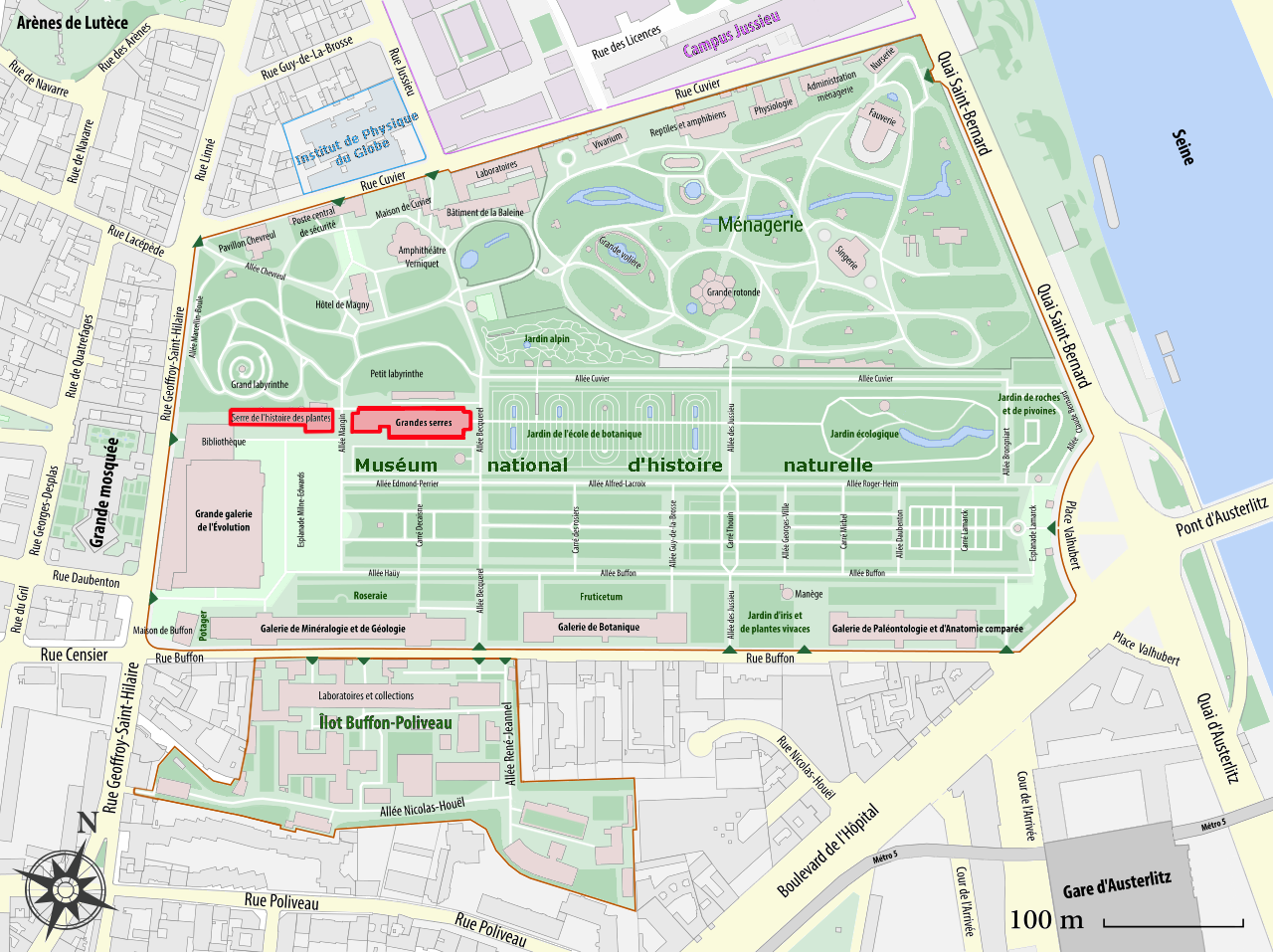
Emplacement des Grandes serres dans le Jardin des plantes.

Le tableau « La Charmeuse de serpents » d'Henri Rousseau a été inspiré par les grandes serres. En 1907, année où fut peint le tableau, les serres existantes et connues du peintre étaient les deux grandes serres de Rohault de Fleury et le jardin d'hiver de Jules André, ce dernier ayant été démoli quelques années plus tard, en 1932-1934.